# ضريح جوانمرد قصاب
ضريح جوانمرد قصاب (بالفارسية: آرامگاه جوانمرد قصاب) هو ضريح تاريخي يعود إلى القاجاريون، ويقع في الري.